# Fuinha

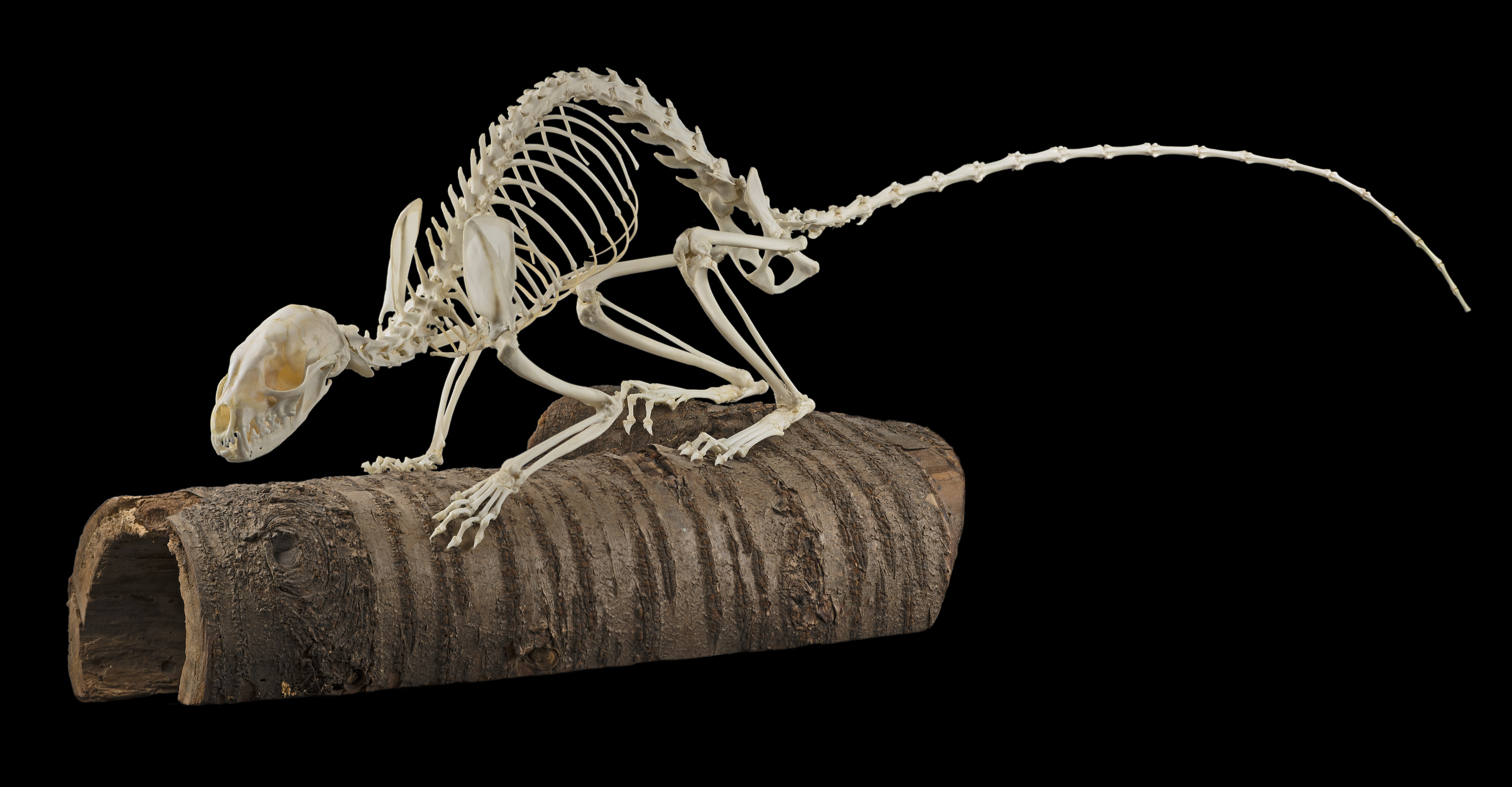
Esqueleto MHNT

A fuinha (Martes foina) é um mamífero mustelídeo de pequeno porte, pertencente ao grupo das martas. Este animal habita toda a Europa continental, excepto Escandinávia, e algumas ilhas do Mediterrâneo. Em Portugal é comum em todo o território embora a sua população seja desconhecida. É uma espécie não ameaçada de extinção.

## Descrição física

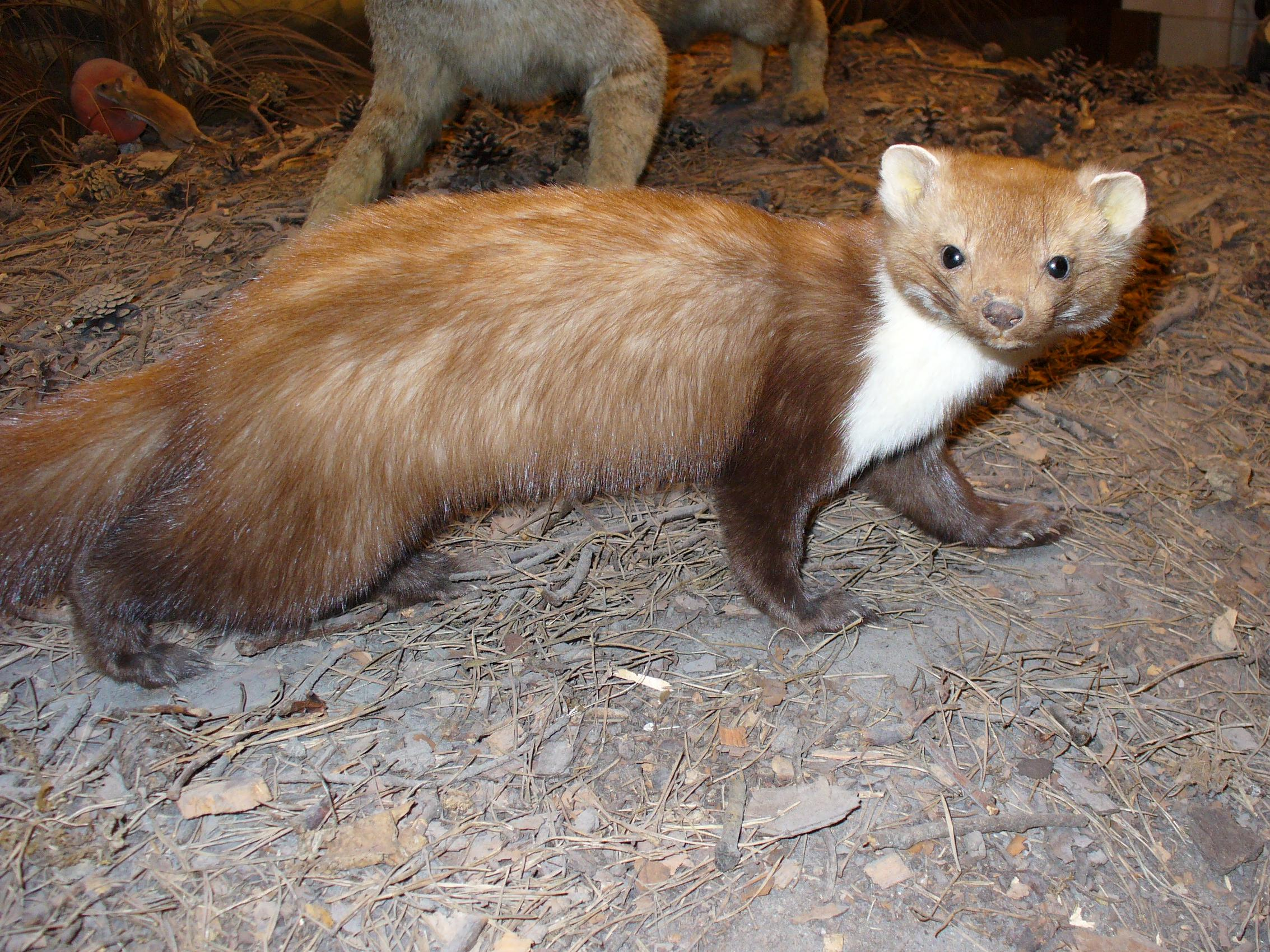

Este carnívoro de pequeno tamanho mede 40–50 cm, com cerca de 25 cm de cauda e pesando 1,1–2,5 kg. As fêmeas são sempre menores que os machos. O corpo é alongado e elegante e a cauda comprida e espessa. As patas são relativamente curtas e terminam em cinco dedos com garras fortes não retracteis. A sua pelagem é em tons de castanho, com uma mancha branca ou amarelada na zona do peito, garganta e membros anteriores.

## Ecologia
É um predador oportunista que se alimenta de uma grande variedade de roedores, pequenos répteis, aves e seus ovos. Também consome insectos, frutos e bagas e desperdícios humanos. Este animal tem por hábito guardar as sobras das refeições junto da toca, para consumo posterior em períodos de escassez. As fuinhas tem um papel ecológico fundamental no controle das populações de roedores nas áreas rurais. É um dos poucos carnívoros de pequeno porte que ataca ratazanas directamente; mesmo as doninhas, que são maiores, evitam confrontos com este roedor. Apesar desta importância, são vistas frequentemente como uma peste pelos ataques que por vezes realizam em galinheiros. De um modo geral, a fuinha adapta-se bem à presença humana e podem ser comuns em vilas ou mesmo cidades.
A fuinha é um animal solitário, de hábitos noturnos e raramente visto por pessoas. Cada fuinha necessita de uma área de 2–3 km² para procurar alimento. São excelentes escaladoras em árvores e no chão deslocam-se em pequenos saltos. 

## Reprodução
A época de reprodução decorre durante o Verão, mas a implantação do óvulo no útero da fêmea é retardada até à Primavera seguinte, à semelhança do que sucede nas outras espécies de mustelídeos de climas temperados e frios. A gestação propriamente dita dura em média cerca de 30 dias e resulta em 3–7 crias. Os juvenis recebem os cuidados parentais apenas da fêmea. A partir dos dois meses os juvenis começam a acompanhar a progenitora nas suas saídas em busca de comida, tornando-se independentes pouco depois. A maturidade sexual é atingida entre os 2–3 anos e a esperança de vida máxima, registada em cativeiro, é de 18 anos. 

## Parasitas
Tal como a maioria dos mustelídeos, a fuinha é afetada pelo parasita nematóide Skrjabingylus Nasicola, embora nesta espécie a infecção não causa a morte (Clapp, 2005).

## Fatores de Ameaça
A fuinha apresenta algumas ameaças que podem comprometer a espécie, nomeadamente a caça, quer seja pelo seu pêlo (Índia e Rússia) ou para alimentação. As fuinhas também podem ser vistas pelos humanos como uma praga, pois afectam os seus terrenos agrícolas. Razão que poderá levar ao ser extermínio em determinadas localidades (Tikhonov et al., 2008). Em Portugal, a fragmentação dos habitats resultante da presença de estradas e o seu tráfego tem sido identificada como um das principais ameaças à fuinha. Esta espécie é conhecida por ser vulnerável ao tráfego rodoviário, sendo o segundo carnívoro com maior número de mortes em estradas no sul de Portugal (Grilo et al., 2009). Além disso, as estradas provocam um “efeito de barreira”, uma vez que não possibilitam as deslocações diárias ou sazonais da espécie (Ascensão, 2013). Estudos recentes, documentam que a fuinha é também particularmente sensível à fragmentação florestal em florestas de sobreiro (montado) (Virgós et al., 2002; Santos-Reis et al., 2004; Grilo et al., 2008).

## Conservação
A fuinha está classificada com estatuto de conservação pouco preocupante (LC), segundo a Lista Vermelha da IUCN (Tikhonov et al., 2008). É uma espécie que se encontra listada no Apêndice III da Convenção de Berna. Também, a subespécie Martes foina intremedia encontra-se listada no Apêndice III da CITES (Abramov et al., 2006; Tikhonov et al., 2008). É necessária a aplicação de legislação para controlar e regulamentar a caça à espécie em causa, nos países onde é habitualmente caçada (Índia e Rússia) (Tikhonov et al., 2008). Em Portugal, estudos recentes indicam que os esforços de conservação para a fuinha devem ser conduzidos com vista à melhoria da qualidade do habitat, tendo em conta a conectividade ao nível das áreas vitais (Grilo et al., 2009).